# Sara Dossena
Pour les articles homonymes, voir Dossena (homonymie).
Sara Dossena née le 21 novembre 1984 à Clusone, est une athlète spécialiste de course de fond et une triathlète italienne professionnelle. Elle est médaillée aux Jeux méditerranéens de 2018 sur l'épreuve du semi-marathon et championne d'Italie de duathlon en 2013 et 2017.

## Biographie
Elle est médaillée d'argent des championnats d'Europe de duathlon et des championnats d'Europe de triathlon moyenne distance en 2015. Elle est sixième du marathon de New York 2017 et remporte le semi-marathon des Jeux méditerranéens de 2018.
Le 10 mars 2019, elle établit son record lors du marathon de Nagoya en 2 h 24 min 0 s.

## Palmarès

### En triathlon
Les tableaux présentent les résultats les plus significatifs (podium) obtenus sur le circuit national et international de triathlon et de duathlon depuis 2013,.
| Année | Compétition                                       | Pays     | Position           | Temps           |
| ----- | ------------------------------------------------- | -------- | ------------------ | --------------- |
| 2017  | Championnat d'Italie de duathlon                  | Italie   | Médaille d'or      | 2 h 8 min 46 s  |
| 2016  | Challenge Sardaigne                               | Italie   | Médaille d'or      | 4 h 32 min 37 s |
| 2016  | Challenge Paguera-Majorque                        | Espagne  | Médaille d'argent  | 4 h 35 min 48 s |
| 2015  | Coupe d'Europe de Madrid                          | Espagne  | Médaille d'argent  | 2 h 10 min 33 s |
| 2015  | Coupe du monde - l'étape sprint de Tiszaújváros   | Hongrie  | Médaille de bronze | 1 h 0 min 56 s  |
| 2015  | Championnat d'Italie                              | Italie   | Médaille d'argent  | 2 h 12 min 41 s |
| 2015  | Championnats d'Europe moyenne distance            | Italie   | Médaille d'argent  | 4 h 46 min 39 s |
| 2015  | Championnats d'Europe de duathlon                 | Espagne  | Médaille d'argent  | 2 h 6 min 38 s  |
| 2015  | Championnats d'Europe de duathlon longue distance | Pays-Bas | Médaille d'argent  | 2 h 47 min 30 s |
| 2015  | Championnat d'Italie de duathlon sprint           | Italie   | Médaille d'or      | 0 h 58 min 4 s  |
| 2013  | Championnat d'Italie de duathlon                  | Italie   | Médaille d'or      | 2 h 5 min 3 s   |

### En athlétisme
| Année | Compétition                           | Lieu      | Place | Épreuve,      | Performance     |
| ----- | ------------------------------------- | --------- | ----- | ------------- | --------------- |
| 2018  | Jeux méditerranéens de 2018           | Tarragone | 1re   | Semi-marathon | 1 h 13 min 48 s |
| 2017  | Marathon de New York                  | New York  | 6e    | Marathon      | 2 h 22 min 39 s |
| 2017  | Championnat d'Italie                  | Rome      | 1re   | 10 000 mètres | 33 min 11 s 98  |
| 2017  | Championnat d'Italie sur route        | Dalmine   | 2e    | 10 000 mètres | 33 min 13 s     |
| 2015  | Championnat d'Italie de cross-country | Fiuggi    | 3e    | Individuel    | 27 min 59 s     |